# 中村鋭一
中村 鋭一（なかむら えいいち、1930年〈昭和5年〉1月22日 - 2017年〈平成29年〉11月6日）は、日本のアナウンサー、タレント、政治家。衆議院議員（1期）、参議院議員（2期）。愛称は「えいちゃん」。「浪速のえいちゃん」と名乗っていた時期もある。俳号「中村一竿子（なかむら いっかんし）」。

## 来歴

### 朝日放送入社まで
滋賀県栗太郡金勝村（後の栗東町、現栗東市）大字上砥山（かみとやま）日吉神社で、神職の父親と小学校教員の母親益（ます）のもと、長男として生まれる。5人兄弟で、姉3人、弟1人。衆議院議員や滋賀県知事を務めた服部岩吉は伯父（母の兄）である。
父は立木神社、唐崎神社の宮司で、その後、日吉大社に禰宜として、そして近江神宮にも長く仕えた。終戦直後に唐崎神社の社務所に3年間住んでいた。その後、栗太郡草津町（現草津市）宮町、滋賀郡坂本村（現大津市坂本地区、松ノ馬場駅近くの線路沿いにある500坪）で15年間、松原市などで過ごす。
草津尋常高等小学校（現草津市立草津小学校）を経て、1942年3月、坂本国民学校（現大津市立坂本小学校）を卒業。
1942年4月、滋賀県立膳所中学校（5年制）入学。終戦後、進駐軍のラジオ放送FENを聴き、アメリカの文化に魅せられ英語を志す。一方、理数系が大の苦手で、秀・優・良・可・不可の5段階評価で代数、幾何、物理、化学は膳所中学校では全部不可（オール1）だった。一桁の足し算も暗算では絶対できなかったという。数学の授業は教員の目を盗み専ら英語の内職をしていた。教員に見つかり黒板用大型の三角定規で頭を強打されたこともある。平均という言葉の意味も全く理解していなかった。
1947年3月に膳所中学を卒業し、4月に同志社外事専門学校米英科（3年制）入学。学生時代は、軟派で、付文をつけては「べっぴんさん」を追い回していた。馬術部に所属し、障害飛越と純馬術で全国高等専門学校大会第2位になった。また、「物干し竿」と呼ばれた長尺バットを振り回す大阪タイガースの藤村富美男を見て、スポーツアナウンサーへの志望を抱いた。
1950年3月に専門学校を卒業。卒業に際してはNHKのアナウンサー試験を受け、学科試験は通ったが、アクセント試験で落ちる。NHKは東京の山の手の発音を基準としているため、江州弁の中村は不合格となった。同年4月、地方公務員の公立中学校教員となり草津中学校の英語教員に着任。中学では生徒に笞を振るい暴行を働く暴力教師だったという。
1951年4月、同志社大学商学部に入りなおすが、その年の開局が決まっていた朝日放送（ABC）のアナウンサー試験に合格したことで中途退学した。

### アナウンサー時代
1951年8月6日に朝日放送に第1期アナウンサーとして入社。泉田行夫らが養成を担当。「初鳴き」は開局した同年11月11日で、ニュースを読んだ。当時、多くの女性とつきあったが、ガールフレンドは全員ファッションモデルだった。福井放送や山口放送などの各開局時にも応援のために出向していたことがある。その後はスポーツ中継を中心に活躍。なお、ABCは朝日新聞社・毎日放送・毎日新聞社とともに設立・開局した大阪テレビ放送に出資していた時期もあり（1955年5月25日設立〜1959年5月）、同局に出向する形で番組出演することもあった。
当時の社長から「将来は朝日放送の幹部になってほしい」と言われ、1969年から1971年まで朝日新聞大阪本社社会部へ現場交換の形で出向、2年間新聞記者を務める。当初は事件記者（捜査1課など担当）、それから約1年にわたって天気担当記者をして、大阪管区気象台天気相談所長福井敏雄と親しくなった。大阪万博担当記者でもあった。
1971年4月、朝日放送に報道局部長プロデューサーとして復帰、ラジオにて「おはようパーソナリティ中村鋭一です」のパーソナリティとなった。なお、中村自身は日本初のラジオパーソナリティを自称していた。阪神タイガースが勝利した翌日には、必ず「阪神タイガースの歌」（六甲おろし）を熱唱したことで知られ、阪神ファンから広い支持を集めており、1973年8月5日の阪神対巨人18回戦で巨人が勝った事で優勝を逸した事から阪神甲子園球場で暴動が発生（この事件については阪神タイガース#世紀の落球とV9も参照の事）した際には、読売テレビのカメラが破壊される事態などが起こる中、ゲスト出演していた朝日放送は実況妨害はあったものの「ここ、鋭ちゃんとこやな。ここだけは勘弁したれ」と言う声で、サンテレビと共に守られたと言う逸話も存在する。
1977年3月、6月の第11回参議院議員通常選挙出馬のため、朝日放送を退社。

### 政治家として
1977年6月、参議院議員選挙に大阪府選挙区から、河野洋平と宇都宮徳馬の支援を受け、新自由クラブ公認で立候補するが落選。タレント活動を始める。3年間は、月火水木金とベルトでラジオの生放送をやって、それとは別に、テレビの30分から1時間の番組を7本持ち、スタジオからスタジオを走り回っていた。
1980年6月、第12回参議院議員通常選挙に大阪府選挙区から、民社党・新自由クラブ推薦で立候補、初当選。
参議院議員として新人だった中村は国会で代表質問に立った時に本会議場の壇上で、村上正邦に「えいちゃん、今日タイガースどうなってんだい」と言われたのを受け、「ただいま4対0でタイガース、リードしております」と発言し、「こら、不謹慎だ」と懲罰委員会にかけられた。議長徳永正利に呼ばれて、「実は、中村さん、相談がある。タイガースのうんぬんのとこは切る代わりに、閣僚で大臣で居眠りしとるのがおる（直前の中村の発言）、いうところも切らせてくれんか。議事録を消させてくれ。それで勝負は1対1でパーや」と言われ、然るべき懲罰を受けなかった。
1986年の第14回参議院議員通常選挙大阪府選挙区で西川きよしらに敗れ落選。
1989年5月12日、大津市の滋賀会館で右翼に襲われ負傷。
1989年7月の第15回参議院議員通常選挙には出身地の滋賀県選挙区に国替えした上で連合の会（のち民主改革連合）公認で立候補し、当選。
1994年1月には民主改革連合代表に就任しているが、12月に離党、新進党の結党や民社協会結成に参加し第17回参議院議員通常選挙に不出馬。
1996年10月の第41回衆議院議員総選挙では大阪14区から新進党公認で立候補、同じく参議院議員から鞍替え、日本社会党から自由民主党へ移籍した谷畑孝を破り当選。
新進党解党後は自由党結党に参加し明日の内閣環境庁長官に就任（自民党と連立政権を組み消滅）、1999年7月本会議で国旗国歌法案採決で賛成、2000年4月自由党の連立離脱で保守党に所属し、2000年6月の第42回衆議院議員総選挙では比例代表近畿ブロックから保守党公認で立候補するが落選し、政界を引退した。

### 晩年
政治家を引退した後、昭和プロダクションに所属し、テレビ・ラジオのパーソナリティ、政治評論などで活躍した。この時期は吹田市に在住していた。
2000年、勲二等瑞宝章受章。
2012年8月1日から「大阪滋賀県人会」最高名誉顧問（名誉顧問から格上げ）を務めた。
晩年はパーキンソン病や脳梗塞を患い、2017年10月には誤嚥性肺炎で入院するなど体調が優れなかったという。2017年11月6日、肺炎のため大阪府吹田市の病院で死去。87歳没。死没日をもって従四位に叙される。

## 人物
神職の家庭に育ったことから、出身地である草津や坂本では、「お宮さんのアナウンサー」と呼ばれていた。中村も神社神道一本で、家には仏壇は一切なかったという。
野球をきっかけにアナウンサーへの道を歩んだが、本人に本格的な野球の経験はない。ゴルフはたしなんだものの、100を切ったのは1回だけである（ゴルフ歴50年、ハンディキャップ36）。麻雀もするが得意ではなかった。2012年当時は「85Mの会」に所属し、中学時代の仲間8人で麻雀を1ヶ月に1回していたという。
タバコが好きで、愛煙家であった半面、「酒を飲む前に青酸カリを飲む」と言うほど酒が大嫌いで絶対に酒は飲まなかった。
川柳のクラブ「相合傘」に加入していたほか、タイガース応援、釣りが趣味であった。
友人の美空ひばりの前で歌ったときは「こんな下手な歌は聴いたことがない」と大笑いされた。ただし、『阪神タイガースの歌』をはじめとして複数レコードを吹き込んでいる（「ディスコグラフィー」を参照）。
妻との間には、二人の娘を授かっている。

## 死去直前までの出演番組
- 鋭ちゃん順子のさざなBeゲーション（日曜 11:00 -12:00、KBS滋賀、2007年4月4日～）
- 鋭ちゃんのダイナマイト・トーク（土曜 13:00 - 14:30、FM千里、2011年4月 - 2017年3月）

## 上記以外の主な出演番組
テレビ
- プロ野球中継（ABC時代・大阪テレビ放送出向時、フリー時代）
  - S☆1 BASEBALL（出演当時のTBS系列の中継の現行タイトル）
  - DRAMATIC BASEBALL（大阪テレビ放送出向時に出演した当時の日本テレビ系列の中継の現行タイトル）
  - ナマ虎スタジアム（1980年代に阪神戦中継実況担当として出演していた、テレビ大阪の中継の現行タイトル）
- テレビショー・鋭ちゃん
- ヒラメキ大作戦
- ワイドサタデー
- わいわいサタデー
- ビバ・レディー
- わいど!ABC
- ちちんぷいぷい
- 中村鋭一!テレビは踊る（読売テレビ、1977年11月5日 - ）
- ズームイン!!朝!（日本テレビ系、初期の『プロ野球イレこみ情報』のコーナーに出演していた）
- 生×カラ!TV（サンテレビ）

ラジオ
- おはようパーソナリティ中村鋭一です[1]
- ABCフレッシュアップベースボール（出演当時の朝日放送ラジオの中継の現行タイトル）
- 楠淳生のやんちゃな!weekend（ABCラジオ、「やんちゃvsがんこ」コーナー出演、2009年12月-2011年3月）
- 鋭ちゃんのハイサイ歌謡曲
- 嗚呼!堂々の歌謡曲
- ABCゴールデン・ワイド 鋭ちゃんのざっくばらん→鋭ちゃんのなんでもセミナー
- 鋭ちゃんのあまから川柳
- 歌謡曲ぶっつけ本番[1]
- 歌謡大全集[1]
- 昭和のラジオ少年
- 白熱!!白髪トーク
- 鋭ちゃんのあさいちラジオ～陽気に元気にいきいきと～
- こんちわコンちゃんお昼ですょ!
- 土曜瓦版中村鋭一です（ラジオ大阪）
- あおぞらワイド（ニッポン放送、番組後期の1977年10月 - 1978年3月に火曜日のパーソナリティを担当）
- 話のターミナル（KBS京都）

## ディスコグラフィー
- 阪神タイガースの歌（六甲おろし） / 初恋は星に似て（1972年発売。テイチクレコード A-89）
  - B面曲は「中村鋭一・嶋亜矢」名義。
  - 1974年「阪神タイガースの歌」でテイチクからゴールデンヒット賞
- ハイサイおじさん / ハイサイおじさん（対訳篇）（1976年5月発売。カバー。テイチクレコード A-95）
- タイガース音頭（1976年7月発売。1985年10月10日にジャケットのデザインを変更し、同内容で再発。1976年版：東宝レコード AT-4005、1985年版：アポロン（Alty） AY07-40）
  - A面曲は「中村鋭一とサウンド・フォー」名義。
  - B面曲は「進め!タイガース」（「アートボーン・チビッコ合唱団とサウンド・フォー」名義）
  - ジャケットデザインは1976年版は野球の試合のイラスト、1985年版は阪神タイガースの球団旗
  - 1985年の再発時には、両曲のカラオケも収録したカセットテープ版も同時発売。
- 中村鋭一応援歌（並木順）